# Jadwiga Wajs

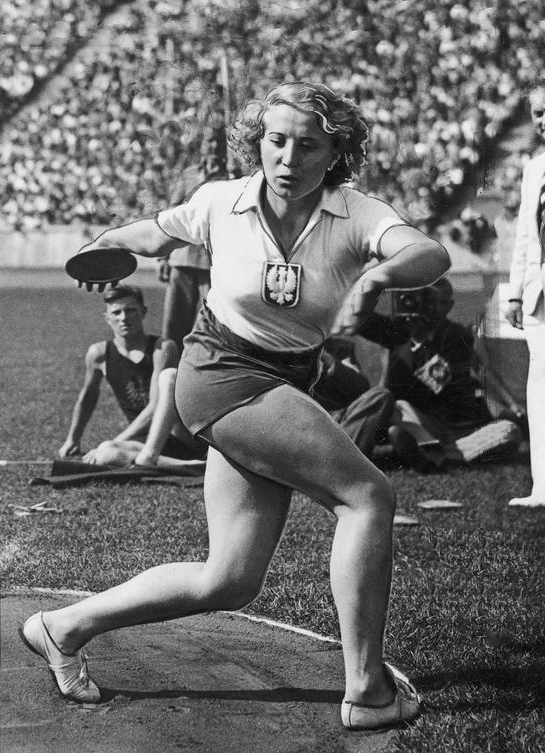
Jadwiga Wajs Berlinben

Jadwiga Wajs-Marcinkiewicz (Pabianice, 1912. január 30. – 1990. február 1.) lengyel diszkoszvetőnő.
Az 1932-es Los Angeles-i olimpiai játékokon bronzérmes lett két amerikai, Lillian Copeland és Ruth Osborn mögött. Négy évvel később a berlini olimpián ezüstérmet nyert. Ekkor a német Gisela Mauermayer mögött lett második a döntőben.
1932 és 1935 között négy alkalommal állított fel új női világrekordot diszkoszvetésben. 1932. május 15-én ő lépte át első nőként a negyven méteres határt. 40,345 méteres eredménye mindössze egy hónapig élt.
1946-ban az oslói Európa-bajnokságon bronzérmes volt, majd 1948-ban részt vett a második világháború utáni első olimpián, itt azonban már nem szerzett érmet; negyedikként végzett a döntőben.